# Station Lambel - Camors
Station Lambel - Camors is een spoorwegstation in de Franse gemeente Camors.